# Nagytarajos
Nagytarajos (1899-ig Nagy-Chocholna, szlovákul Veľká Chocholná) Tarajosvelcsőc község településrésze, egykor önálló falu Szlovákiában, a Trencséni kerületben, a Trencséni járásban.

## Fekvése
Trencséntől 5 km-re délnyugatra, a Vág folyó jobb oldalán fekszik. Tarajosvelcsőc középső, központi részét alkotja.

## Története
Tarajos első írásos említése 1396-ban történt, amikor a mai Kistarajost „Kys Chocholná” néven említik. Nagytarajos neve csak 1481-ben tűnik fel először „Naghoholna” alakban. A későbbiek során 1508-ban „Nadhoholna”, 1598-ban „Nagy Kocholna” alakban említik. Nemesi község volt, melynek lakói mezőgazdaságból és erdei munkákból éltek. 1598-ban 4 malom és 20 ház állt a településen. 1720-ban 20 adózója volt, valamennyien zsellérek. 1784-ben 65 házában, 80 család és 439 lakos élt.
A 18. század végén Vályi András így ír róla: „CSOCSOLNA. Nagy Csocsolna. Tót falu Trentsén Vármegyében, lakosai katolikusok, fekszik az előbbinek szomszédságában, határbéli földgye termékeny, legelője, réttye, fája elég, melly szép tulajdonságaira nézve, első Osztálybéli.”
1828-ban 18 háza és 137 lakosa volt. Lakói mezőgazdasággal és erdei munkákkal foglalkoztak. A bőségesen rendelkezésre álló fa és az olcsó vízi energia lehetővé tette, hogy itt a 19. század első felében papírmalom épüljön. A század végén szeszfőzde is üzemelt a községben.
Fényes Elek 1851-ben kiadott geográfiai szótárában így ír a faluról: „Nagy-Chocholna, tót falu, Trencsén vgyében, az elébbeni helység mellett: 189 kath., 256 evang., 21 zsidó lak. Határja nagy; sok erdő; fakereskedés; papirosmalom. F. u. Trencsén.”
1910-ben 867, túlnyomórészt szlovák lakosa volt. A trianoni békéig Trencsén vármegye Trencséni járásához tartozott.
Az első világháborút követően sok lakója kivándorolt. Nagytarajost 1943-ban egyesítették Kistarajossal. Később, 1960-ban csatolták hozzá Velcsőc községet.

## Külső hivatkozások
- Tarajos Szlovákia térképén

## Lásd még
- Tarajosvelcsőc
- Kistarajos
- Velcsőc